# المعهد العالي للفنون والحرف بالقصرين
المعهد العالي للفنون والحرف بالقصرين هو مؤسسة جامعية حكومية تونسية تابعة لجامعة القيروان ويقع في مدينة القصرين. تأسس المعهد سنة 2004, وبلغ عدد طلبته 388 في سنة 2013.